# Manel Andreu Colomer
Manel Andreu Colomer (Barcelona, 1 de gener de 1889 - Barcelona, 20 d'octubre de 1968) fou un polític i sindicalista català defensor del moviment anarcosindicalista. Militant de Solidaridad Obrera des de la seva fundació, i de la CNT on fou elegit Secretari General de 1914 a 1916. El 1913 s'encarregà de la direcció del periòdic del sindicat, Solidaridad Obrera. Fou representant de la Confederació Regional del Treball de Catalunya a l'Assemblea de Mataró del 18 d'octubre de 1914 i poc després fou empresonat. El 30 d'octubre de 1915 va ser elegit Secretari General de la CNT, càrrec que va ocupar fins a l'agost de 1916.
Tanmateix, a causa de les seves conviccions catalanistes el duran a afiliar-se a Acció Catalana Republicana, partit amb el qual esdevindria regidor de l'Ajuntament de Barcelona l'octubre de 1936.